# Dlouhá Lhota u Dobříše

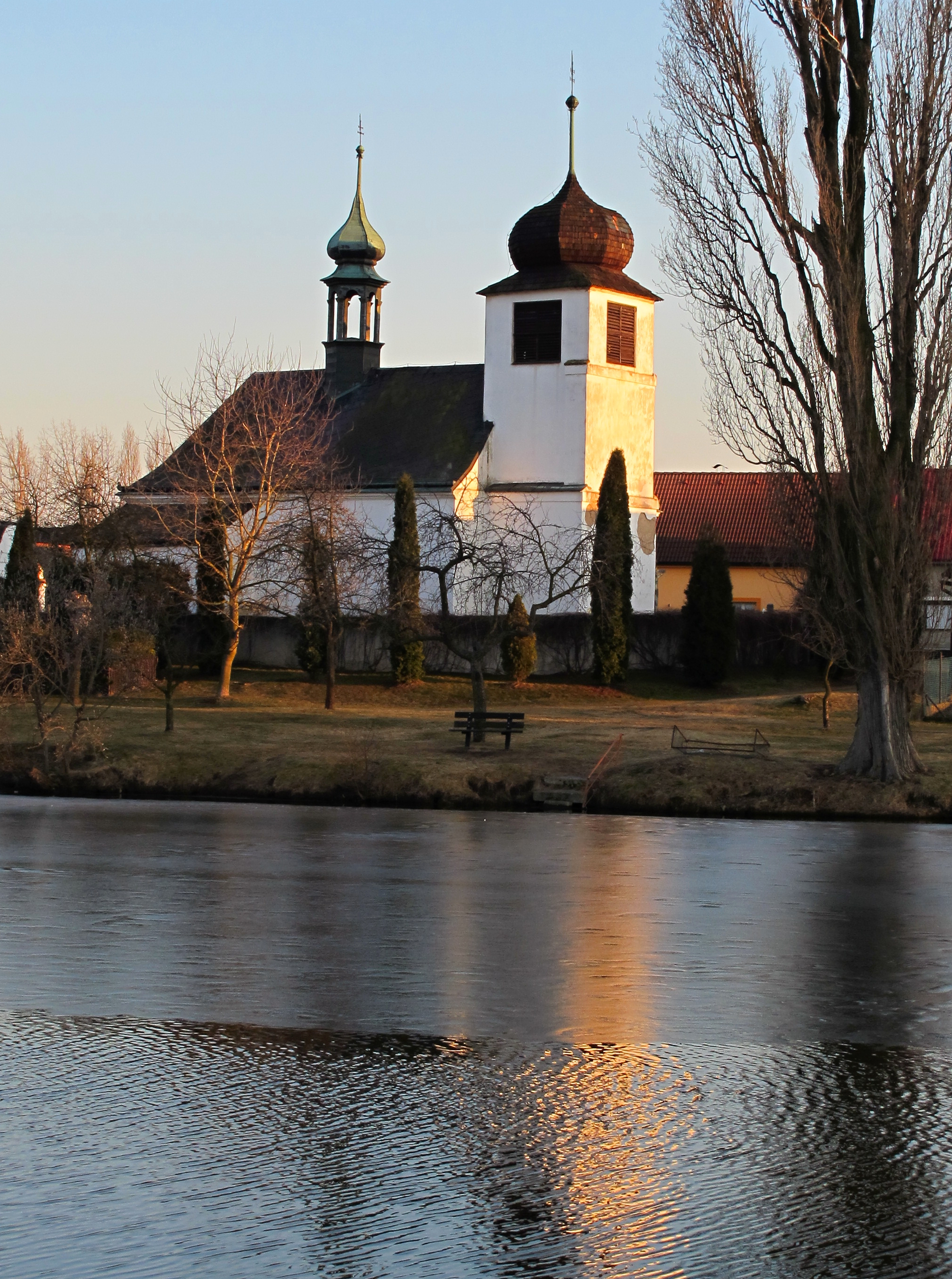
Dorfplatz mit Teich und Kirche des Evangelisten Johannes

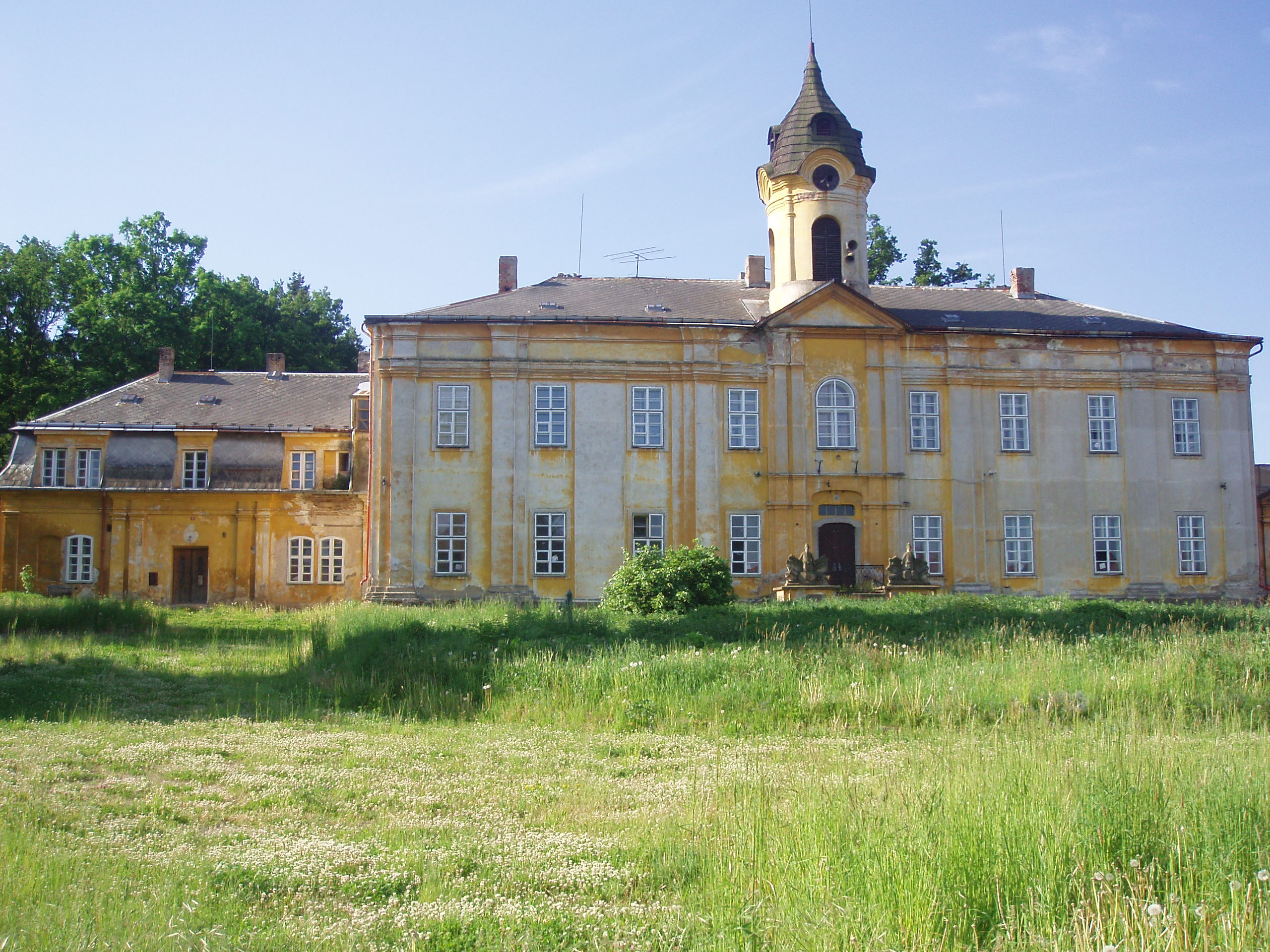
Schloss Dlouhá Lhota, vor seiner Sanierung

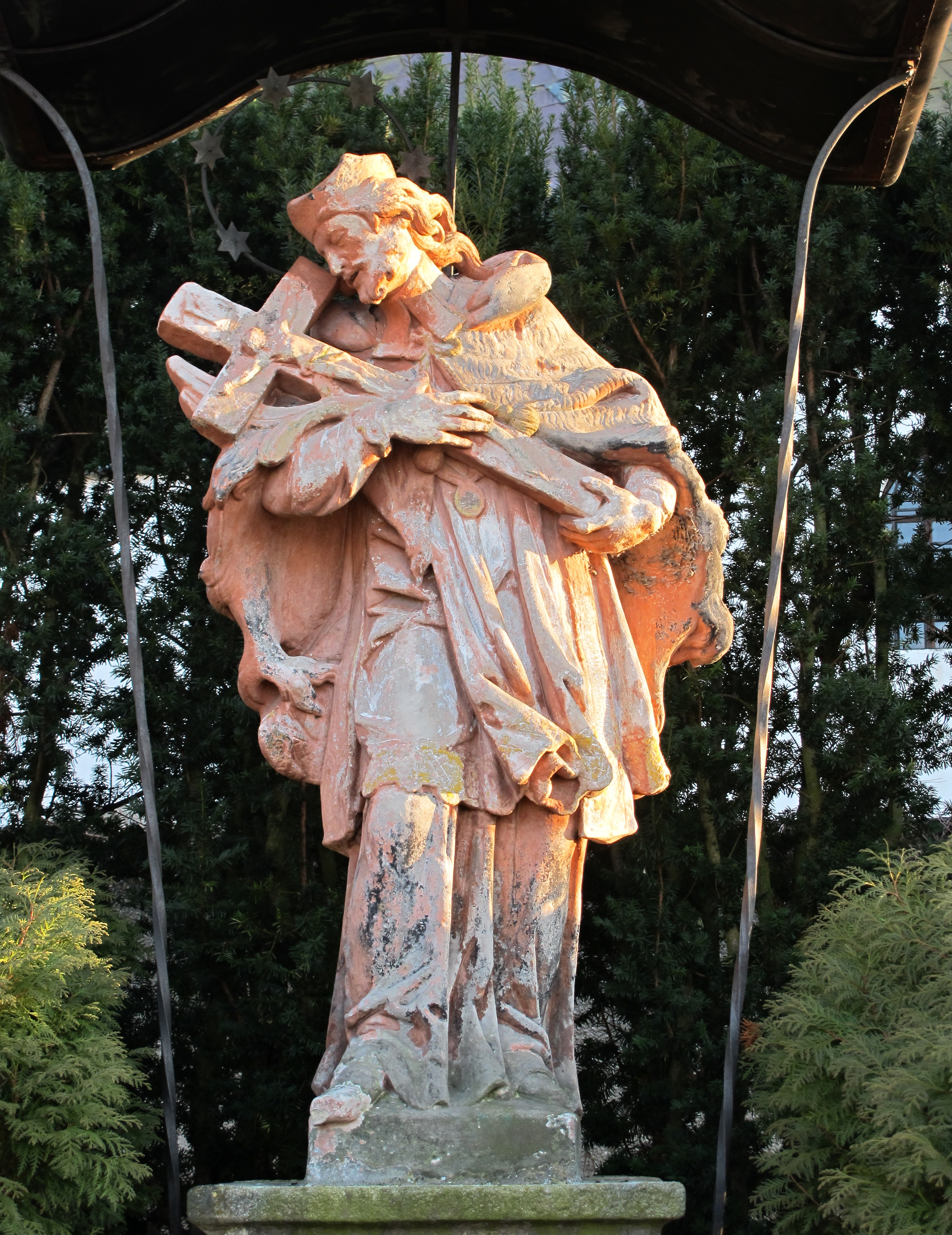
Statue des hl. Johannes von Nepomuk

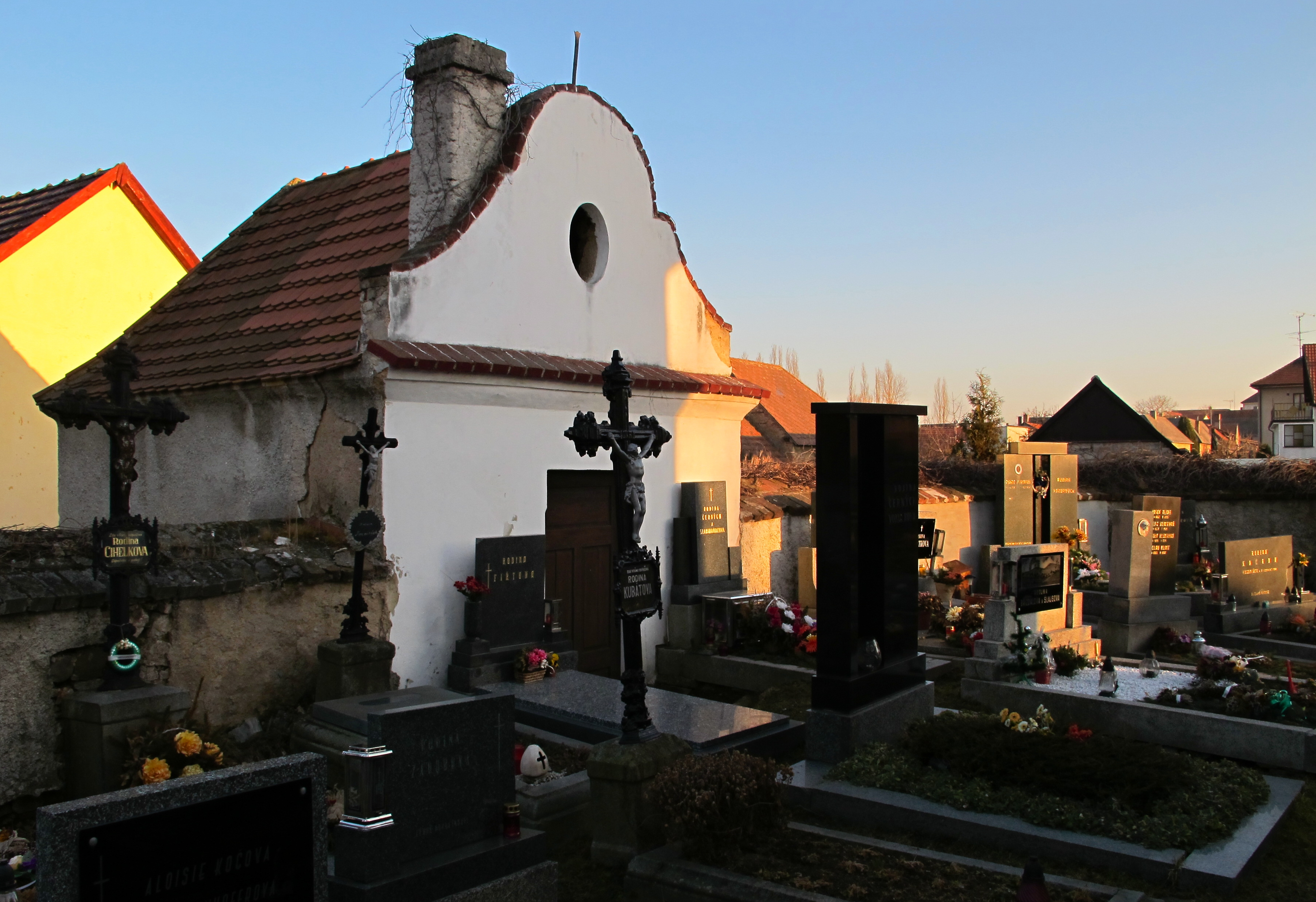
Barockes Leichenhaus am Friedhof

Dlouhá Lhota (deutsch Lang-Lhota, auch Langen-Lhota) ist eine Gemeinde in Tschechien. Sie liegt neun Kilometer nordöstlich des Stadtzentrums von Příbram und gehört zum Okres Příbram.

## Geographie
Dlouhá Lhota befindet sich in der Dobříšská pahorkatina (Dobrischer Hügelland). Das Dorf liegt im Tal des Baches Lhotecký potok, der in Dlouhá Lhota in fünf Teichen gestaut wird, von denen der am westlichen Ortsausgang gelegene Hořčička der größte ist. Nordöstlich erhebt sich der Na Vrších (442 m n. m.), im Süden der Vršek (469 m n. m.) und der Drásovský Chlum (490 m n. m.) sowie nordwestlich der Velký Chlum (481 m n. m.). Gegen Westen befindet sich der Flugplatz Příbram. Nördlich und westlich von Dlouhá Lhota verläuft die Schnellstraße R 4, die nächste Abfahrt 41 Příbram-sever befindet sich bei Dubenec.
Nachbarorte sind Rosovice, Sychrov und Svatá Anna im Norden, Obořiště im Nordosten, Druhlice, Ostrov und Ouběnice im Osten, Chaloupky und Višňová im Südosten, Prostřední Mlýn, Drásov und Skalka im Süden, Cihelna, Dubenec und Dubno im Südwesten, Občov, Líha und Suchodol im Westen sowie Pičín, Kotenčice, Kamenný Dvůr, Malá Buková, Vackov und Holšiny im Nordwesten.

## Geschichte
Dlouhá Lhota wurde wahrscheinlich zu Beginn des 14. Jahrhunderts nach dem Lhotensystem angelegt. Die erste schriftliche Erwähnung des zur Herrschaft Pičín gehörigen Dorfes erfolgte im Jahre 1336. Besitzer der Herrschaft waren seit 1289 die Bavor von Strakonitz. Ab 1356 wurde der Ort als Nová Lhota bezeichnet. Wilhelm Bavor von Strakonitz ließ in der zweiten Hälfte des 14. Jahrhunderts die Kirche erbauen. Ab 1364 trug das Dorf den Namen Bavorova Lhota. Die Bavor von Strakonitz veräußerten die Herrschaft 1373 an Slavimír von Pičín, nachfolgender Besitzer war ab 1393 Albert von Pičín. Ab 1410 gehörte die Herrschaft Beneš von Hořovice und Rabštejn, ihm folgte Peter Kořenský von Terešov. Dieser verkaufte Pičín vor 1493 an Ulrich Bechinie von Lazan. Im Zuge der Erbteilung unter Ulrichs zahlreichen Söhnen erhielt 1515 Nikolaus Bechinie von Lazan Bavorova Lhota als landtäflisches Gut. Er ließ wahrscheinlich als seinen Sitz die Feste erbauen. Nikolaus Bechinie von Lazan besaß ab 1524 auch das Gut Běšiny und erwarb 1543 noch Libčice. Später kauften die Bechinie von Lazan noch das Gut Drásov hinzu und vereinigten es mit Bavorova Lhota. Nikolaus Urenkel, Nikolaus d. Ä. Bechinie von Lazan, verkaufte Bavorova Lhota 1630 an Judith, die Ehefrau seines Vettern Georg Bechinie von Lazan; dabei wurde die Feste erstmals urkundlich erwähnt. Seit 1654 trägt das Dorf wieder seinen ursprünglichen Namen Dlouhá Lhota bzw. Langen-Lhota. Haupterwerbsquelle der Bewohner bildete die Landwirtschaft, die Böden bestanden aus einer fruchtbaren Mischung aus Mergel und Sand. Daneben erlangte auch die Pechsiederei regionale Bedeutung. 1656 erbten Judiths Töchter Agnes, Magdalena Margarethe und Eva Katharina das Gut, sie veräußerten es im selben Jahre ihrer Schwägerin Salomene Veronica von Račín. Nachfolgender und letzter Besitzer aus dem Geschlecht der Bechinie von Lazan war deren Witwer, der Vizerichter und Vizekämmerer des Königreiches Böhmen, Caspar Maximilian, genannt Humprecht, Bechinie von Lazan. Nach dem Tode von Humprecht von Lazan traten dessen Söhne Johann Wenzel, der 1670 dem Theatinerorden beigetreten war, und Ignaz Ludwig das überschuldete Gut Langen-Lhota an die Benediktiner vom Kloster St. Niklas in der Prager Altstadt an Zahlungs statt ab. Bis 1714 gehörte das Dorf zum Podbrder Kreis, danach wurde es Teil des Berauner Kreises. 1773 verkaufte das Kloster das Gut an Rosalia Freifrau von Stenz, geborene von Peche. Am Übergang vom 18. zum 19. Jahrhundert erreichte Langen-Lhota mit knapp 600 Einwohnern seine höchste Bevölkerungszahl. 1822 wurde in Langen-Lhota eine Schule eingerichtet, zuvor fand der Unterricht in Heiligfeld statt. Nachfolgender Besitzer des Gutes Langen-Lhota war ab 1828 Heinrich August von Leibnitz. Er verkaufte das Gut 1838 für 108.000 Gulden an Franz de Paula Gundaccar II. von Colloredo-Mannsfeld. Dieser erbte nach dem Tode seines kinderlosen Onkels Rudolf Joseph II. von Colloredo-Mannsfeld 1844 die Herrschaft Dobřisch und verband das Gut Langen-Lhota mit dieser.
Im Jahre 1846 umfasste das Gut Langen-Lhota und Slowensko eine Nutzfläche von 1933 Joch 931 Quadratklafter. Zum Gut gehörten die Dörfer Langen-Lhota, Drasow, Bitis (Bytíz) und Slowan (Slovanská Lhota) mit insgesamt 1049 Einwohnern. Die Herrschaft bewirtschaftete vier Meierhöfe in Drasow, Langen-Lhota, Slowan und Ziegelhütte (Cihelna) sowie drei Schäfereien in Langen-Lhota, Slowan und Ziegelhütte. Das an der Passauer Straße gelegene Dorf Langen-Lhota, auch Lang-Lhota bzw. Dlauhá Lhota genannt, bestand aus 66 Häusern mit 515 Einwohnern. Im Ort gab es die Filialkirche zum hl. Johannes ante portam Latinam mit einem Friedhof, ein obrigkeitliches Schloss, ein obrigkeitliches Bräuhaus, ein obrigkeitliches Branntweinhaus, eine Schule und ein Einkehr-Wirtshaus. Langen-Lhota war Sitz eines der 20 herrschaftlichen Forstreviere, das eine Waldfläche von 1764 Metzen bewirtschaftete. Abseits lagen der obrigkeitliche Meierhof Ziegelhütte bzw. Cyhelna mit einer Schäferei und drei Chaluppen sowie an der Kotzaba bei Skalka die Rothe Mühle bzw. Čerwený Mleyn. Pfarrort war Heiligfeld. Bis zur Mitte des 19. Jahrhunderts blieb Langen-Lhota der Herrschaft Dobřisch untertänig.
Nach der Aufhebung der Patrimonialherrschaften bildete Dlouhá Lhota / Langen-Lhota ab 1850 mit den Ortsteilen Drásov und Cihelna eine Gemeinde im Gerichtsbezirk Dobříš. Ab 1868 gehörte die Gemeinde zum Bezirk Příbram. Seit der zweiten Hälfte des 19. Jahrhunderts verpachteten die Grafen Colloredo-Mannsfeld das Gut an die Familien Mladota, Stránský und Havlík. 1889 wurde ein neues Schulhaus fertiggestellt und der zweiklassige Unterricht aufgenommen. In den 1890er Jahren lösten sich Drásov und Cihelna los und bildeten die Gemeinde Drásov. 1893 bildete sich eine Freiwillige Feuerwehr. Im Jahre 1932 hatte Dlouhá Lhota 510 Einwohner. In den 1930er Jahren kaufte Marie Eiflerová das Schloss mit den zugehörigen Wäldern und Feldern, die Familie Eifler wurde 1948 enteignet. Ab 1949 gehörte die Gemeinde zum neugebildeten Okres Dobříš, nach dessen Aufhebung wurde die Dlouhá Lhota 1960 wieder Teil des Okres Příbram. Nach dem Zweiten Weltkrieg wurde auf den Fluren der Gemeinde bei Skalka ein Schacht der Příbramer Urangruben (Uranové doly Příbram) abgeteuft. Die Schule wurde 1975 geschlossen. 1980 erfolgte die Eingemeindung nach Drásov. Seit dem 1. Juli 1990 besteht die Gemeinde Dlouhá Lhota wieder.

## Gemeindegliederung
Für die Gemeinde Dlouhá Lhota sind keine Ortsteile ausgewiesen. Zu Dlouhá Lhota gehört das ehemalige Bergwerk Skalka.

## Sehenswürdigkeiten
- Kirche des Evangelisten Johannes ante portam Latinam, sie wurde im 14. Jahrhundert unter Wilhelm Bavor von Strakonitz erbaut. Vor dem Hauptaltar befindet sich eine Grablege der Familie Bechinie von Lazan, mit Grabtafeln für Sigmund Bechinie von Lazan († 1535) und Caspar Maximilian, genannt Humprecht, Bechinie von Lazan († 1673). Der ursprünglich gotische Bau wurde später barock umgestaltet. Die schindelgedeckte Kirche besitzt einen mächtigen Zwiebelturm und eine Laterne auf dem Dach des Schiffes.
- Schloss Dlouhá Lhota, es entstand im 17. Jahrhundert anstelle der im Dreißigjährigen Krieg niedergebrannten Feste. Zum Ende des 18. Jahrhunderts erhielt das ehemalige Barockschloss seine heutige klassizistische Gestalt. 1948 wurde das Schloss verstaatlicht und der JZD übereignet, die es als Büro und Wohngebäude nutzte. Nach der Samtenen Revolution wurde das baufällige Schloss privatisiert. Nach der nach 2010 begonnenen Sanierung befindet sich heute im Schloss das Wellnesshotel Panství Dlouhá Lhota mit einem Glasmuseum im Erdgeschoss.
- Statue des hl. Johannes von Nepomuk, vor der Nordwand der Kirche, sie stammt aus der zweiten Hälfte des 18. Jahrhunderts
- Eiche des Vladiken Bavor im Schlosspark